# Refugi Juli Soler Santaló
El Refugi Juli Soler Santaló o Xalet-Refugi Juli Soler Santaló és un xalet refugi de muntanya propietat del Centre Excursionista de Catalunya (CEC), situat a 1.270 metres d'altitud, al nucli urbà de Salardú del municipi de Naut Aran, a la comarca de la Vall d'Aran.
El xalet-refugi de grans dimensions, es troba al peu de la carretera C-28, en direcció al Port de la Bonaigua, a 4 km de l'estació d’esquí de Baqueira-Beret, té una capacitat per a 112 places repartides entre un dormitori comú amb lliteres i diversos dormitoris de quatre llits, lavabo i dutxa. Envoltat de jardí i terrassa, disposa de tota mena de comoditats: restaurant, bar, telèfon, WC, estufa, electricitat i sala d'estar.
Fou inaugurat l'any 1968 i deu el nom a l'enginyer i excursionista Juli Soler i Santaló, soci del Centre Excursionista de Catalunya (CEC), pioner de l'excursionisme i divulgador d'excursions pels Pirineus, que l'entitat li va dedicar com a reconeixement.
Degut a la seva ubicació és utilitzat com a base per la pràctica de l'alpinisme, l'escalada, el muntanyisme i el senderisme, amb ascensions i travesses per la Vall d'Aran, i a l'hivern és punt de trobada d'esquiadors.